# Bni Gmil Maksouline
Bni Gmil Maksouline  (in arabo بني جميل مكسولين‎?) è un centro abitato e comune rurale del Marocco situato nella provincia di Al-Hoseyma, regione di Tangeri-Tetouan-Al Hoceima. Conta una popolazione di 9 593 abitanti (censimento 2014).